# 看得見的手 (經濟學)
看得見的手（英語：visible hand），又譯有形之手，是經濟學中的一個隱喻，通常是指通過政府干預來取代市場機制。這個名詞主要是被用來與看不見的手作為對照。
在1930年代，约翰·梅纳德·凯恩斯與其他經濟學家，發現自由經濟會產生市場失靈現象。古典经济学強調的自由放任與看不見的手，無法解決這些問題。他們提出凱恩斯主義，主張政府應該通過財政政策來干預市場，引導總體經濟，以解決市場失靈。由政府干預市場的作法，被稱為看得見的手。